# Adriano II
Adriano II (Roma, ¿?-14 de diciembre de 872) fue el papa 106.º de la Iglesia católica, de 867 a 872.

## Biografía

### Papado
Fue elegido papa tras haber rechazado la elección en dos ocasiones al considerar que su edad, cercana a los ochenta años, no lo hacía el más adecuado para desempeñar el pontificado.
No obstante, ni su edad, ni el hecho de que antes de ser ordenado sacerdote estuviese casado y fuera padre de una hija, impidieron que tanto el clero como el pueblo romano insistieran hasta lograr su aceptación.
Convocó el Octavo Concilio Ecuménico con el objetivo de solucionar las discrepancias doctrinales surgidas con Focio, que como Patriarca de Constantinopla, había excomulgado al papa Nicolás I y se oponía a la inclusión en el Credo niceno de la Cláusula Filioque. 
En dicho Concilio se resolvió el cisma fociano mediante la excomunión de Focio y se decretó que la Iglesia búlgara dependiese de Bizancio y por tanto fuera evangelizada por misioneros bizantinos. También se llegó al compromiso de que en Occidente fuera reconocido el primado romano pero renunciando en Oriente a toda jurisdicción papal.
Durante su pontificado recibió en Roma a los hermanos Cirilo y Metodio a los que prestó su apoyo en la evangelización de los eslavos permitiendo la liturgia en su propia lengua, rompiendo con la tradición existente hasta entonces que sólo reconocía en la liturgia el uso del latín, del griego o del hebreo.
En 868, un hermano del antipapa Anastasio asesinó a la mujer y a la hija de Adriano que residían con él en el Palacio de Letrán.
Falleció el 14 de diciembre de 872.